# Зелена левица
Зелена левица (хол. GroenLinks) је холандска зелена партија. Оформљена је 1989. године уједињењем Комунистичке партије Холандије, Пацифистичке социјалистичке партије, Политичке партије радикала и Евангелистичке народне партије. 
После лоших резултата на изборима 1989. и 1994. године, партије је остварила релативно добре резултате на изборима 1998. и 2002. године. Председник партије Паул Росенмелер сматран је за вођу опозиције за време владе Вима Кока. Фемке Халсема преузима управљање партијом 2002. године. Наглашава толеранцију, слободу и еманципацију као главне вредности партије.
Зелена левица описује себе као зелену, социјалну и толерантну. Сматрају себе традиционалном левицом.
У доњем дому Холандског парламенту имају 10 посланика, у Сенату 4, а у Европском парламенту три представника. Фемке Халсема је такође и шефица посланичке групе у Доњем дому. Партија је у опозицији према четвртој влади Јан Петера Белкенендеа. Странка има око 100 локалних већника и учествује у власти у шеснаест од двадесет највећих градова у Холандији. Гласачи Зелене левице углавном су концентрисани у великим универзитетским градовима.